# 広幡忠朝

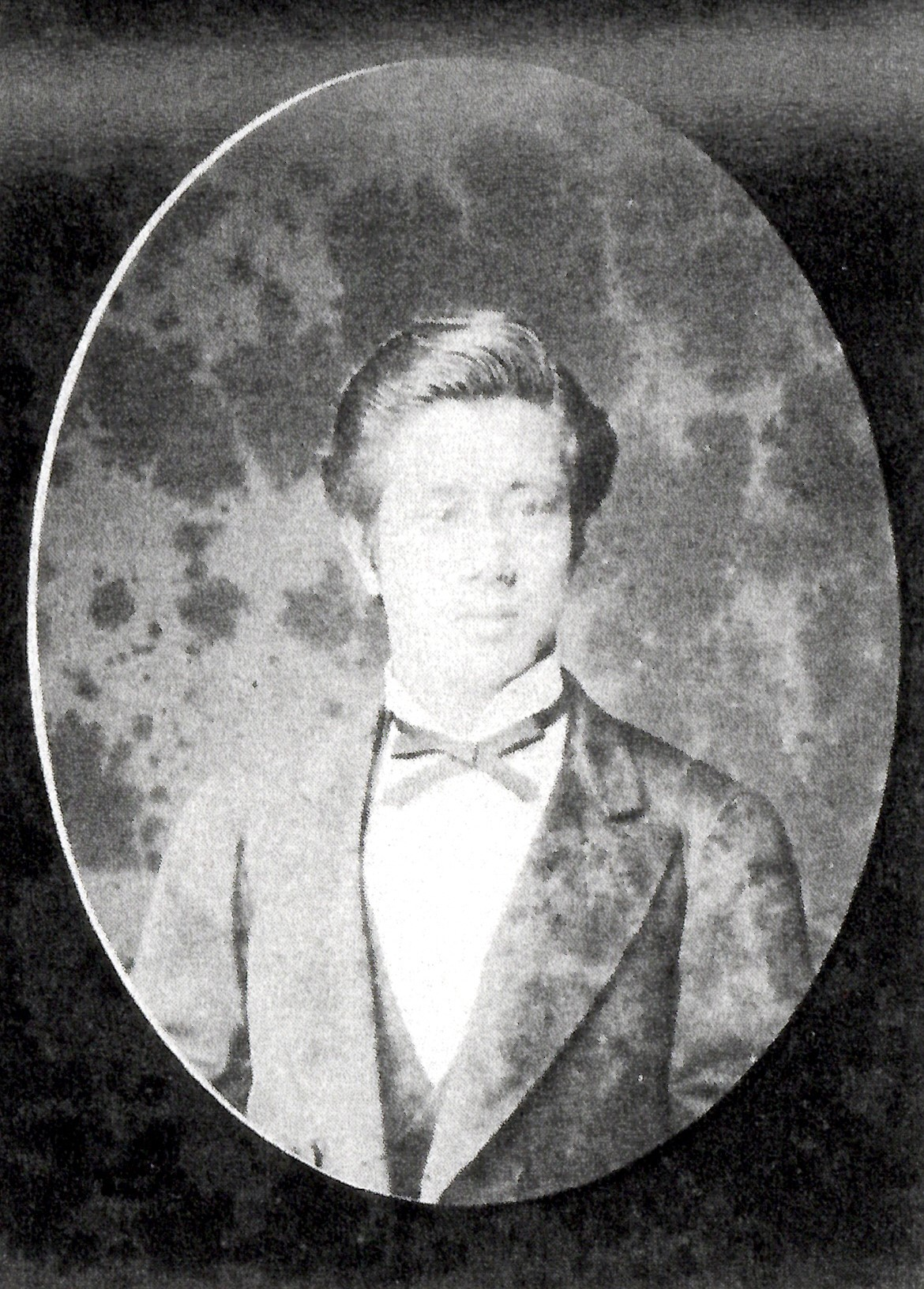
広幡忠朝

広幡 忠朝（ひろはた ただとも、1860年12月20日（万延元年11月9日）- 1905年（明治38年）1月12日）は、日本の陸軍軍人、政治家、華族。陸軍騎兵大尉、貴族院侯爵議員、侍従。広幡家9代。

## 経歴
山城国京都で権大納言・広幡忠礼の長男として生まれる。父の死去に伴い1897年3月13日に侯爵を襲爵し貴族院侯爵議員に就任。
1875年12月、宮内省十等出仕を拝命。以後、准奏任御用掛・侍従職勤務、侍従試補、侍従などを歴任。また、1875年3月13日、陸軍騎兵中尉に任じられ、騎兵大尉に進んだ。

## 栄典
位階
- 1905年（明治38年）1月12日 - 従二位[5]

勲章
- 1905年（明治38年）1月12日 - 勲三等瑞宝章[5]

## 親族
- 妻 広幡昭子（岩倉具綱二女）[1]
- 長男 広幡忠隆（1884-1961、逓信官僚）[1]
- 長女 朝子（1889-1967、大谷瑩誠室）
- 次女 則子（1891-1968、久松定省室）
- 三女 庸子（1893-1990、色部庸男室）
- 三男 児玉忠康（1898-1990、日本郵船社長、兒玉秀雄養子）[1]